# Karl Menger
|  | No s'ha de confondre amb el seu pare, l'economista Carl Menger. |

Karl Menger   (Viena, 13 de gener de 1902 - Highland Park, 5 d'octubre de 1985) fou un reconegut matemàtic.
El seu pare Carl Menger era un famós economista.
Va estudiar a la Universitat de Viena on es va graduar el 1924. Va ensenyar a les universitats d'Amsterdam, Viena, Notre Dame i a l'Institut de Tecnologia d'Illinois a Chicago.
La seva contribució popular més famosa és l'esponja de Menger.

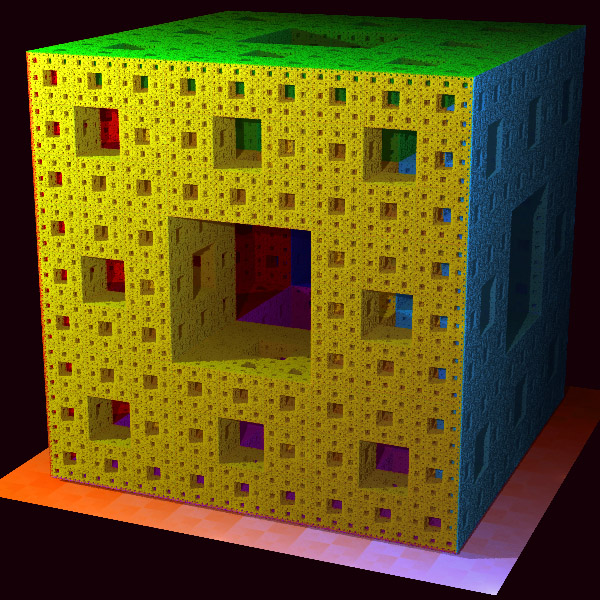
Il·lustració informàtica de l'"Esponja Menger".

Junt amb Arthur Cayley, Menger es considera un dels fundadors de la geometria mètrica; especialment per la seva formalització de les idees d'angle i de curvatura en termes de quantitats físiques directament perceptibles. Les expressions matemàtiques característiques que apareixen en aquestes definicions són anomenats determinants de Cayley-Menger.
També se li atribueix el teorema de Menger.
Va ser un participant actiu del Cercle de Viena que tenia discussions durant els anys vint (1920-1930) sobre ciència social i filosofia. Durant aquell temps, va demostrar un resultat important sobre la paradoxa de Sant Petersburg amb aplicacions interessants en economia. Més tard va contribuir al desenvolupament de teoria de jocs amb Oskar Morgenstern.